# Thymus mastigophorus
Thymus mastigophorus ist eine Pflanzenart aus der Gattung der Thymiane (Thymus) in der Familie der Lippenblütler.

## Beschreibung
Thymus mastigophorus ist ein Zwergstrauch mit holzigen, kriechenden Stängeln, von denen aufrechte blütentragende Stängel mit einer Höhe von 3 bis 7 cm ausgehen und in deren Achseln Büschel aus Laubblättern stehen. Diese sind 5 bis 7 mm lang und 0,5 bis 0,7 mm breit. Sie sind linealisch, nahezu nadelspitzig, etwas fleischig, unbehaart oder nahezu unbehaart. Der Blattrand ist zurückgerollt und bewimpert.
Die Blütenstände sind köpfchenförmig. Die Tragblätter messen bis zu 8 × 3 mm, sind lanzettlich-eiförmig, bewimpert und purpurn. Der Kelch ist 4 bis 6 mm lang, die Kelchröhre ist nahezu zylindrisch, die oberen Zähne sind schmal lanzettlich und bewimpert. Die Krone ist 6 bis 7 mm lang und pink-purpurn gefärbt.
Die Chromosomenzahl beträgt 2n = 28.

## Vorkommen
Die Art ist im nördlichen und im nördlich-zentralen Spanien verbreitet.